# 大罗网草
大罗网草（学名：Panicum cambogiense）为禾本科黍属下的一个种。

## 扩展阅读
- 維基物種上的相關：大罗网草